# Kœur-la-Petite
Ne doit pas être confondu avec Kœur-la-Grande.
Pour les articles homonymes, voir Kœur.
Kœur-la-Petite est une commune française située dans le département de la Meuse, en région Grand Est.

## Géographie

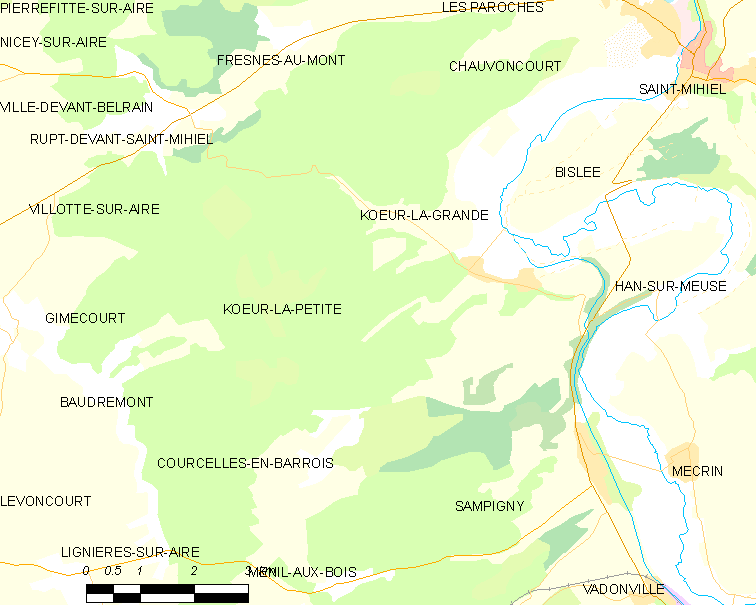
Carte de la commune.
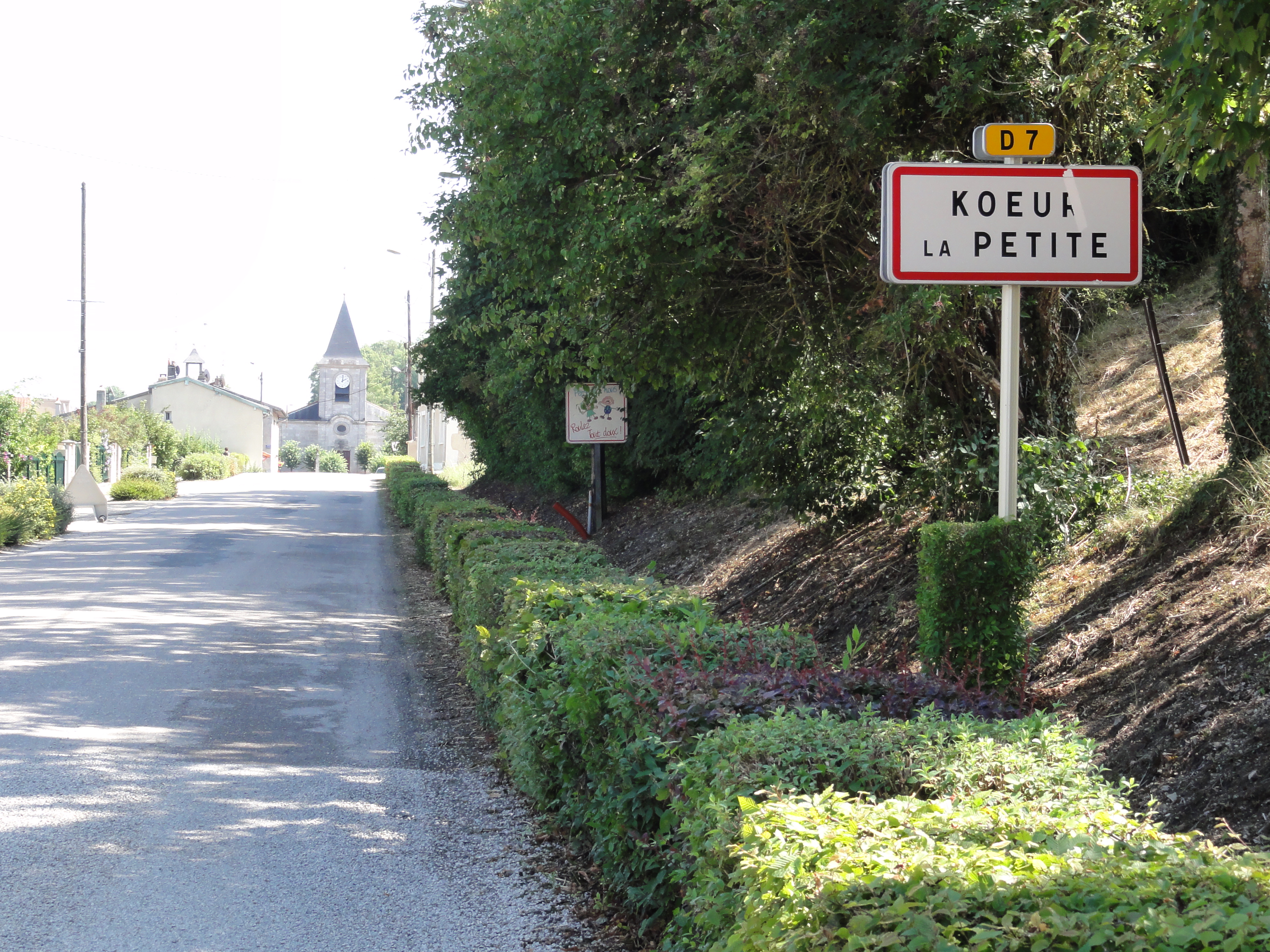
Entrée de Kœur-la-Petite.

| Kœur-la-Grande        | Kœur-la-Grande | Han-sur-Meuse |
| Kœur-la-Grande        | Kœur-la-Petite | Han-sur-Meuse |
| Courcelles-en-Barrois | Sampigny       | Sampigny      |

### Hydrographie
La commune est traversée par la ligne de partage des eaux entre les bassins versants de la Meuse et de la Seine au sein respectivement du bassin Rhin-Meuse et du bassin Seine-Normandie. Elle est drainée par le canal de l'Est Branche-Nord et la Meuse,.
Le canal de l'Est Branche-Nord, d'une longueur de 141 km, est un chenal et un cours d'eau naturel navigable qui relie Givet à Troussey, où il rejoint le canal de la Marne au Rhin.
La Meuse, d'une longueur de 486 km dans sa partie française, est un fleuve européen qui prend sa source en France, dans la commune du Châtelet-sur-Meuse, à 409 mètres d'altitude, et se jette dans la mer du Nord après un cours long d'approximativement 950 kilomètres traversant la France, la Belgique et les Pays-Bas.

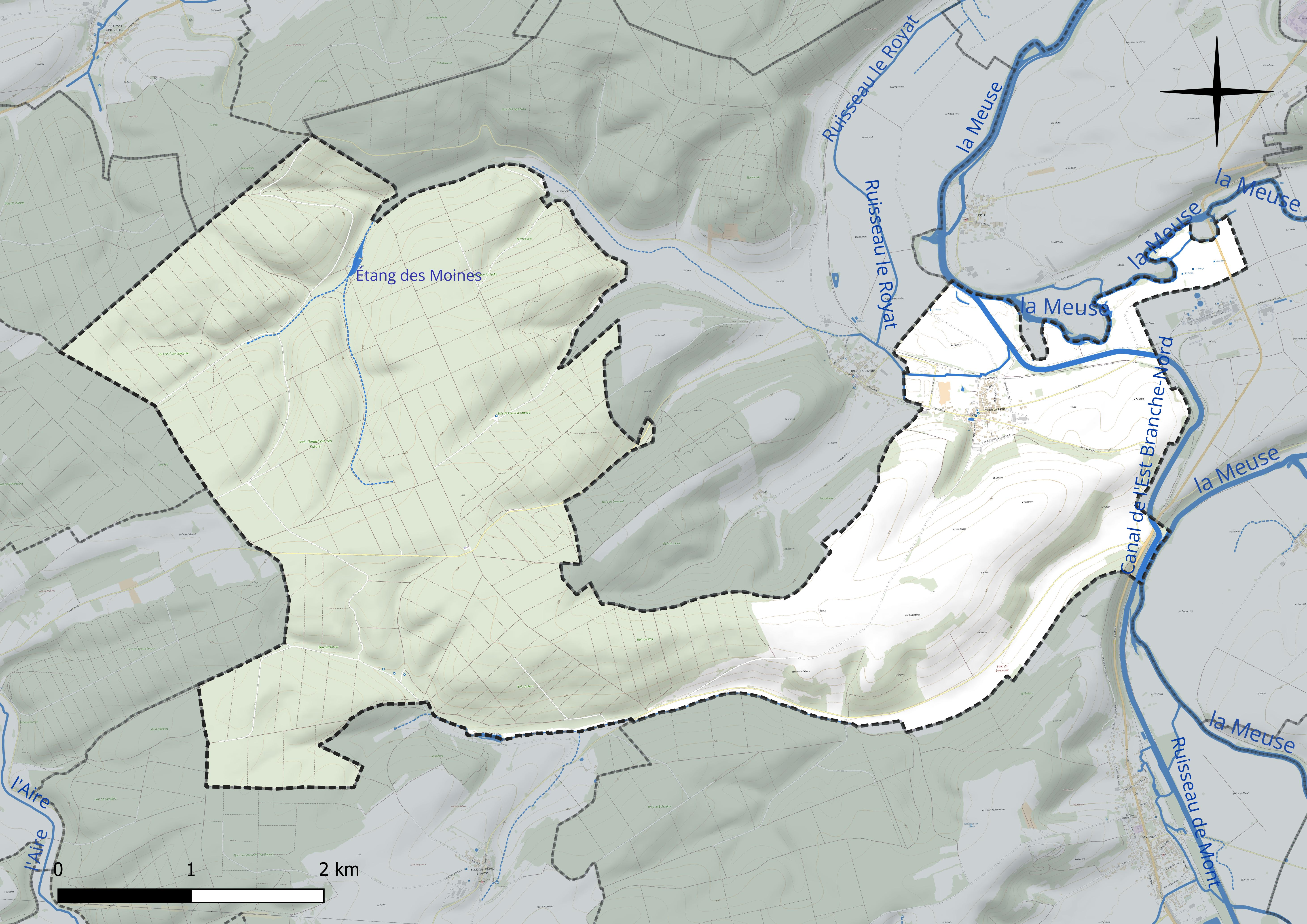
Réseau hydrographique de Kœur-la-Petite.

Un plan d'eau complète le réseau hydrographique : l'étang des Moines (0,6 ha),.

### Climat
Pour des articles plus généraux, voir Climat du Grand Est et Climat de la Meuse.
En 2010, le climat de la commune est de type climat de montagne, selon une étude du Centre national de la recherche scientifique s'appuyant sur une série de données couvrant la période 1971-2000. En 2020, Météo-France publie une typologie des climats de la France métropolitaine dans laquelle la commune est exposée à un climat océanique altéré et est dans la région climatique  Lorraine, plateau de Langres, Morvan, caractérisée par un hiver rude (1,5 °C), des vents modérés et des brouillards fréquents en automne et hiver.
Pour la période 1971-2000, la température annuelle moyenne est de 9,6 °C, avec une amplitude thermique annuelle de 16 °C. Le cumul annuel moyen de précipitations est de 1 009 mm, avec 13,8 jours de précipitations en janvier et 9,6 jours en juillet. Pour la période 1991-2020, la température moyenne annuelle observée sur la station météorologique de Météo-France la plus proche, « Erneville aux Bois_sapc », sur la commune d'Erneville-aux-Bois à 14 km à vol d'oiseau, est de 9,9 °C et le cumul annuel moyen de précipitations est de 1 021,5 mm. 
La température maximale relevée sur cette station est de 39,4 °C, atteinte le 25 juillet 2019 ; la température minimale est de −24,2 °C, atteinte le 18 février 1956,,.
Les paramètres climatiques de la commune ont été estimés pour le milieu du siècle (2041-2070) selon différents scénarios d'émission de gaz à effet de serre à partir des nouvelles projections climatiques de référence DRIAS-2020. Ils sont consultables sur un site dédié publié par Météo-France en novembre 2022.

## Urbanisme

### Typologie
Au 1er janvier 2024, Kœur-la-Petite est catégorisée commune rurale à habitat dispersé, selon la nouvelle grille communale de densité à sept niveaux définie par l'Insee en 2022.
Elle est située hors unité urbaine. Par ailleurs la commune fait partie de l'aire d'attraction de Saint-Mihiel, dont elle est une commune de la couronne,. Cette aire, qui regroupe 17 communes, est catégorisée dans les aires de moins de 50 000 habitants,.

### Occupation des sols
L'occupation des sols de la commune, telle qu'elle ressort de la base de données européenne d’occupation biophysique des sols Corine Land Cover (CLC), est marquée par l'importance des forêts et milieux semi-naturels (70,9 % en 2018), une proportion identique à celle de 1990 (70,9 %). La répartition détaillée en 2018 est la suivante : 
forêts (70,9 %), terres arables (21,9 %), prairies (5,7 %), zones urbanisées (1,1 %), zones agricoles hétérogènes (0,4 %). L'évolution de l’occupation des sols de la commune et de ses infrastructures peut être observée sur les différentes représentations cartographiques du territoire : la carte de Cassini (XVIIIe siècle), la carte d'état-major (1820-1866) et les cartes ou photos aériennes de l'IGN pour la période actuelle (1950 à aujourd'hui).

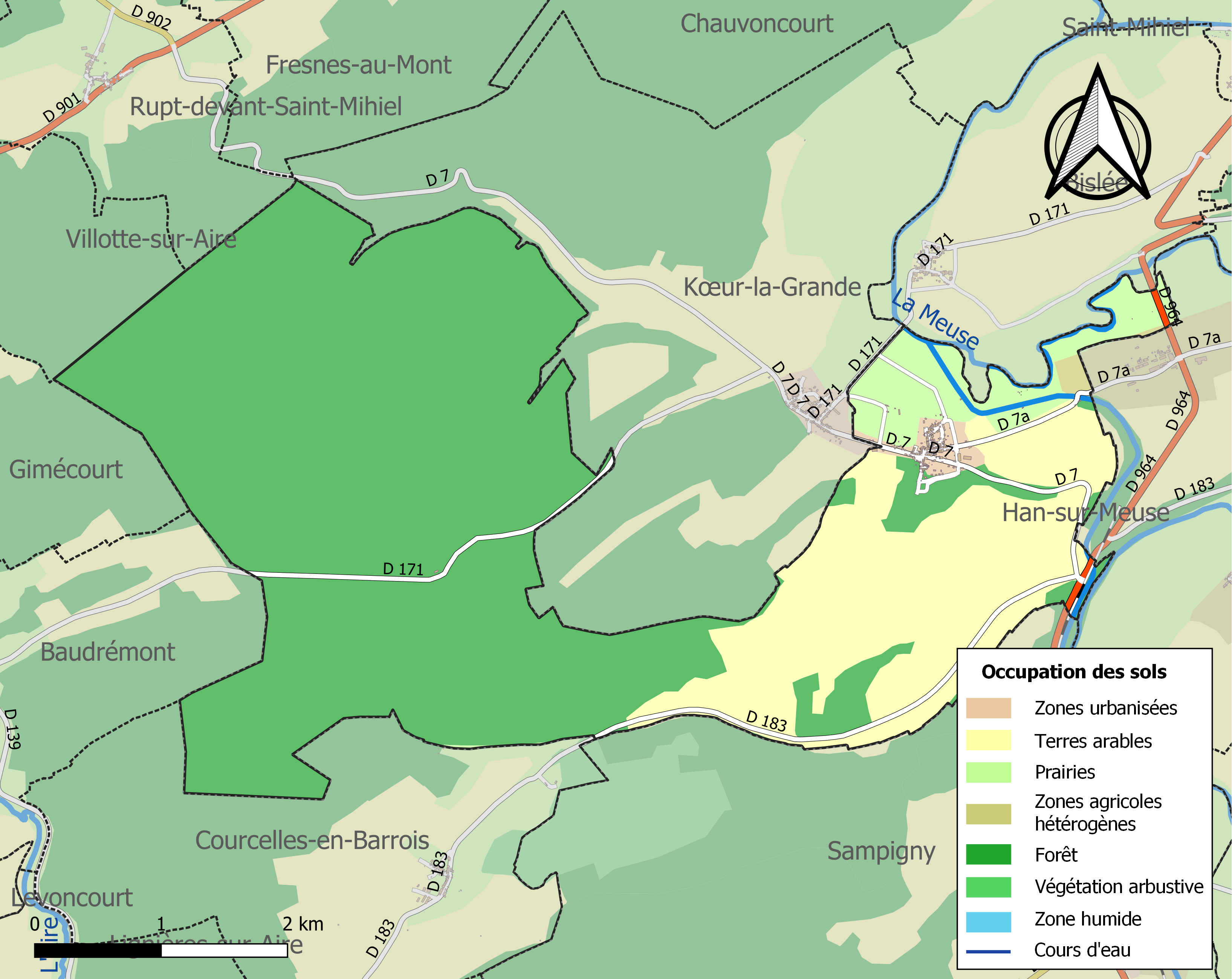
Carte des infrastructures et de l'occupation des sols de la commune en 2018 (CLC).

## Toponymie
Le nom de la localité est attesté sous les formes Corires (xe siècle) ; Per Nuclearios ? (xe siècle) ; Coria-Parva, Corridum (1106) ; Utraque Corea (1229) ; Keure-la-Petite (1413) ; Petite-Keure (1571) ; Kevres-la-Petite (1642) ; Petit-Quievre (1656) ; Petit-Kœur (1700) ; Khœurs-la-Petite, Khorei (1749) ; Koeurs la Petite (1793).

Coria « coudrier », du latin corylus « noisetier », qui devient dans les parlers d'oïl coudre, couedre, coeure. Kœur est dans son appellation actuelle le « lieu du noisetier ».

## Histoire
Le village, de l'ancien Barrois mouvant, est situé sur la rive gauche de la Meuse, longtemps annexe de Koeur la Grande, est mentionné pour la première fois en 1106 par le pape Pascal IT qui, en confirmant les biens de l'abbaye de Saint-Mihiel, y ajouta Koeur la Petite « PARVA CORTA». En patois : La piote Koïre.
Les habitants se sont appelés les «Boirotiers», les «Kheurault» les «Coïeraux » Aujourd'hui, on les nomme les «Koeuriots». 
On lit dans les archives de Lorraine que la terre des KOEURS fut donnée en 1409 à Jean d'Armeneville. Cette terre changea très souvent de seigneurs : les « des Armoisses, les « d'Avillers, les « de Ville », l'évêque de Verdun, les ducs de Lorraine en furent les principaux possesseurs.
Il y avait au village, un château fort qui servit de résidence à plusieurs personnages illustres : 
- René d'Anjou, roi de Sicile et duc de Bar, y habitait en 1436. Il fit bâtir, sur une hauteur voisine, une église avec une chapelle dit-on magnifique. - Sa fille, l'illustre Marguerite de Lorraine, reine d'Angleterre, l'habita de 1464 à 1471 avec son fils, le prince de Galles.
- Le duc Henri de Lorraine, évêque de Verdun au XVII°siècie s'y rendait fréquemment. Le prince François de Lorraine, lui aussi évêque de Verdun, s'y retira en 1626. C'est de là qu'il fulmina un monitoire, qu'il fit afficher à Verdun, contre ceux qui s'emparaient des biens de l'église, en démolissant l'abbaye de Saint-Vanne pour bâtir la citadelle.
- Le roi de France, Louis XIII, y avait son quartier général pendant le siège de Saint-Mihiel, en 1635.
Quelques célébrités sont nées à Koeur la Petite :
- Marguerite d'Anjou, épouse du roi d'Angleterre, Henri VI, est née vers 1420.
- Le prince Charles de Lorraine, évêque de Verdun et ensuite Jésuite, y a vu le jour le 17 juillet 1592.
La terre des KOEURS fut érigée en prévôté par lettres-patentes, du duc Charles III de Lorraine, en 1596, en faveur de Catherine de Lorraine, duchesse de Mercoeur, avec établissement de foires et de marchés. Le duc Léopold érigea cette seigneurie en marquisat le 24 août 1717, en faveur de François Barrois, baron de Manonville. Les armes des KOEURS étaient : d'azur, au lion d'or, à la fasce d'argent brochant sur le tout.

## Politique et administration
| Période                                  | Période  | Identité                                   | Étiquette | Qualité    |
| ---------------------------------------- | -------- | ------------------------------------------ | --------- | ---------- |
| Les données manquantes sont à compléter. |          |                                            |           |            |
| avant 1981                               | ?        | Paul Adam                                  |           |            |
| mars 2001                                | En cours | Éric Gilson Réélu pour le mandat 2020-2026 |           | Technicien |

## Population et société

### Démographie
L'évolution du nombre d'habitants est connue à travers les recensements de la population effectués dans la commune depuis 1793. Pour les communes de moins de 10 000 habitants, une enquête de recensement portant sur toute la population est réalisée tous les cinq ans, les populations de référence des années intermédiaires étant quant à elles estimées par interpolation ou extrapolation. Pour la commune, le premier recensement exhaustif entrant dans le cadre du nouveau dispositif a été réalisé en 2004.

En 2022, la commune comptait 254 habitants, en évolution de −13,9 % par rapport à 2016 (Meuse : −4,4 %, France hors Mayotte : +2,11 %).
| 1793 | 1800 | 1806 | 1821 | 1831 | 1836 | 1841 | 1846 | 1851 |
| ---- | ---- | ---- | ---- | ---- | ---- | ---- | ---- | ---- |
| 535  | 530  | 562  | 579  | 642  | 618  | 600  | 581  | 514  |

| 1856 | 1861 | 1866 | 1872 | 1876 | 1881 | 1886 | 1891 | 1896 |
| ---- | ---- | ---- | ---- | ---- | ---- | ---- | ---- | ---- |
| 484  | 503  | 470  | 467  | 454  | 458  | 424  | 362  | 359  |

| 1901 | 1906 | 1911 | 1921 | 1926 | 1931 | 1936 | 1946 | 1954 |
| ---- | ---- | ---- | ---- | ---- | ---- | ---- | ---- | ---- |
| 328  | 348  | 325  | 242  | 307  | 266  | 267  | 277  | 305  |

| 1962 | 1968 | 1975 | 1982 | 1990 | 1999 | 2004 | 2006 | 2009 |
| ---- | ---- | ---- | ---- | ---- | ---- | ---- | ---- | ---- |
| 283  | 240  | 215  | 228  | 282  | 297  | 256  | 245  | 294  |

| 2014 | 2019 | 2022 | - | - | - | - | - | - |
| ---- | ---- | ---- | - | - | - | - | - | - |
| 303  | 266  | 254  | - | - | - | - | - | - |

## Culture locale et patrimoine

### Lieux et monuments
- Église Saint-Remi de Kœur-la-Petite de type romano-gothique.
- Lavoir et gayoir de temps ancien.
- Fontaine.
- Les façades et toitures subsistantes des anciennes dépendances d'un château XVIIIe siècle démoli à la Révolution font l'objet d'une inscription au titre des monuments historiques depuis 1990[25].

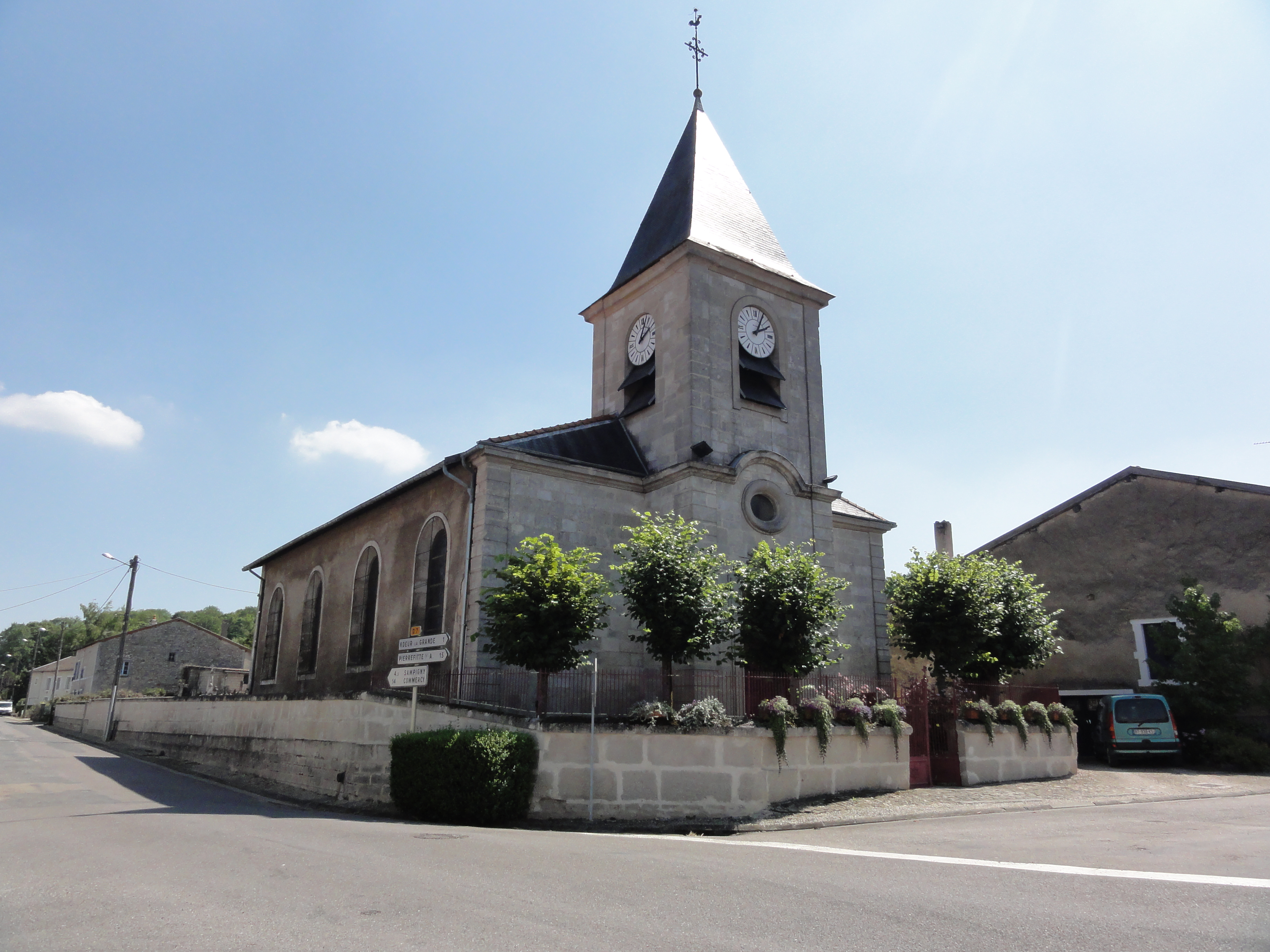
Église Saint-Remi.
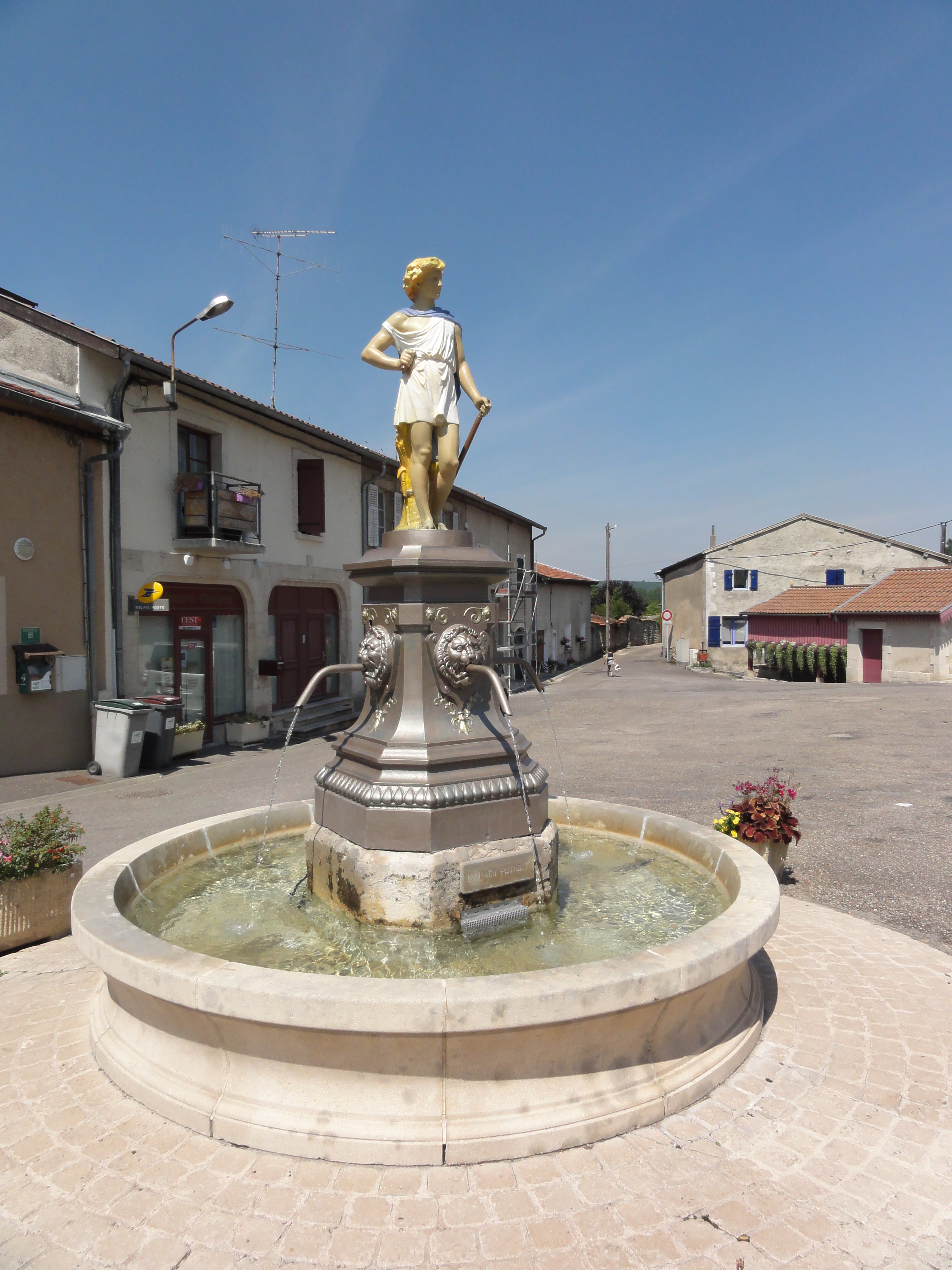
Fontaine.
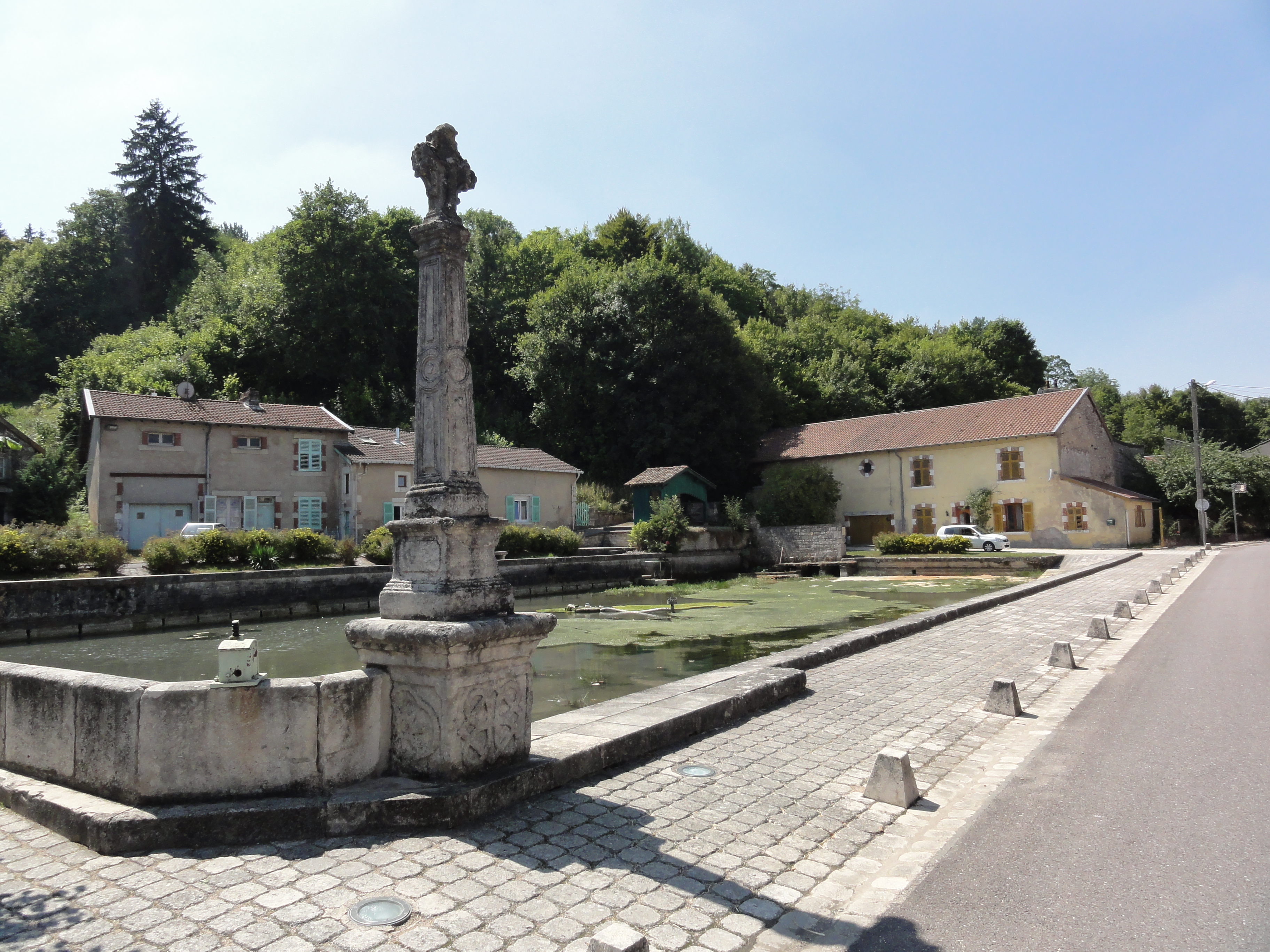
Gayoir et croix.

### Personnalités liées à la commune
- Marguerite d'Anjou (1429-1482), épouse du roi Henri VI d'Angleterre, vécut quelques années en exil à Kœur-la-Petite durant la guerre des Deux-Roses, avec son fils Édouard de Westminster, prince de Galles.
- Michel Sardou y habita également lorsqu'il fut mis en nourrice chez Marie Jeanne Rousselet, alors qu'il n'avait que 6 ans. Il lui a d'ailleurs dédié une chanson, « Marie ma belle », en 1994.

### Héraldique, logotype et devise
| Blason de Kœur-la-Petite | Blason  | D'azur au lion d'or, à la fasce d'argent brochant sur le tout. |
| Blason de Kœur-la-Petite | Détails | Le statut officiel du blason reste à déterminer.               |